# كارل غوستافسون (لاعب كرة قدم)
كارل غوستافسون (بالسويدية: Carl Gustafsson)‏ هو لاعب كرة قدم سويدي، ولد في 18 مارس 2000. لعب مع نادي كالمار.

## وصلات خارجية
- كارل غوستافسون (لاعب كرة قدم) على موقع اتحاد السويد (السويدية)
- كارل غوستافسون (لاعب كرة قدم) على موقع قاعدة بيانات كرة القدم.إي يو (الإنجليزية)
- كارل غوستافسون (لاعب كرة قدم) على موقع Soccerway.com (الإنجليزية)